# Ковалюк Василь Іванович
Ковалюк Василь Іванович (псевдо:«Діоген», «Іскра», «Лірник»; 1909, с. Старі Кути, Косівський район, Івано-Франківська область — лютий 1951, Івано-Франківська область) — лицар Срібного хреста заслуги УПА.

## Життєпис
Освіта — середня спеціальна: закінчив бухгалтерські курси, працював бухгалтером Союзу кооперативів у м. Косів. Член ОУН. Суспільно-політичний референт Кутського районного (1943), суспільно-політичний референт Косівського повітового (1944), організаційний референт Косівського надрайонного (1945—1949) проводів ОУН, керівник техзвена референтури пропаганди (1949—1950), а відтак референт пропаганди Коломийського надрайонного проводу ОУН (1950 - 02.1951). Загинув у бою з опергрупою МДБ.

## Нагороди
Згідно з Постановою УГВР від 23.08.1948 р. і Наказом Головного військового штабу УПА ч. 2/48 від 2.09.1948 р. організаційний референт Косівського надрайонного проводу ОУН Василь Ковалюк — «Діоген» нагороджений Срібним хрестом заслуги УПА.